# Мегрелски език
Мегрелският език (рядко се нарича също мингрелски език) (მარგალური ნინა) е южнокавказки език, говорен от около 345 000 души, главно в областта Мегрелия в Северозападна Грузия. За писане обикновено се използва грузинската азбука, макар че езикът се използва най-вече в неформални разговори. Почти всички говорещи мегрели са двуезични и използват грузински език за официални цели.